# الهندوسية في الهند
الديانة الهندوسيّة هي أكثر الدّيانات انتشارًا في الهند حيث يعتنقُها حوالي 80%  من السكان، ويعرفون بالهندوس الذين يبلغ عددهم 966 مليون حسب الإحصاء الرسميّ للهند عام 2011. في حين بلغت نسبة معتنقي الديانة الإسلامية في الهند 14.2%، و6% يعتنقون دياناتٍ أُخرى منها المسيحيّة والسيخيّة والبوذيّة. تعبد الغالبية العظمى من الهندوس في الهند إله شيفا وإله فيشنو، كما وتعدّ الهند واحدةً من ثلاث دول يشكل فيها الهندوس الغالبية العُظمى.

## تاريخ الهندوسية
تطورت ونمت الفترة الفيدية في الهند ما بين 1500 ق.م. إلى 500 ق.م. وكانت الديانة الهندوسية هي الديانة المعتنقة في هذه الفترة، وأصبح لها تأثيرٌ كبيرٌ على التاريخ والثقافة والفلسفة الهنديّة. كلمة «الهند» نفسُها مشتقة من الكلمة اليانونية Ἰνδία لنهر السند، والتي اشتقت بنفسها من الكلمة الفارسيّة Hindu.
عاشت الهند تحت حكم كل من المسلمين والهندوس في الفترة من 1200 إلى 1750 بعد الميلاد ورسم سقوط إمبراطورية فيجاياناغار بيد سلاطين المسلمين نهايةَ الهيمنة الهندوسية في هضبة الدكن الواقعة جنوب الهند. صعدت الديانة الهندوسية مرّة أخرى بسبب النفوذ السياسي إبان حكم إمبراطورية ماراثا.

## التعداد السكاني
| السنة | النسبة | الزيادة |
| ----- | ------ | ------- |
| 1951  | 84.1%  | -       |
| 1961  | 83.45% | -0.65%  |
| 1971  | 82.73% | -0.72%  |
| 1981  | 82.30% | -0.43%  |
| 1991  | 81.53% | -0.77%  |
| 2001  | 80.46% | -1.07%  |
| 2011  | 79.80% | -0.66%  |

انخفضت نسبة الهندوس بشكل تدريجي من 84.1% عام 1951 إلى 79.8% عام 2011 بشكل متتالي. وبعد أن نالت الهندُ استقلالها استقرت نسبة الهندوس على 85% خلال عام 1947م. في ذلك الوقت، كان عدد سكان الهند حوالي 350 مليونًا منهم 300 مليون من الهندوس. وفي عام 2015، بلغ عدد الهندوس حوالي 1.02 مليار من عدد سكان الهند الكلي البالغ 1.3 مليار نسمة.